# Bombardier Talent

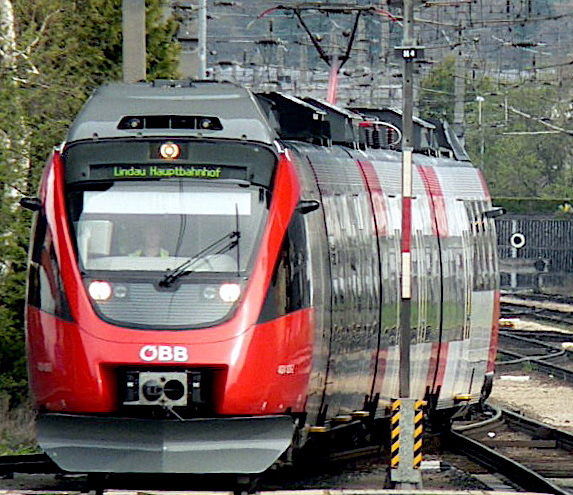
ÖBB 4024-es sorozatú elektromos Talent

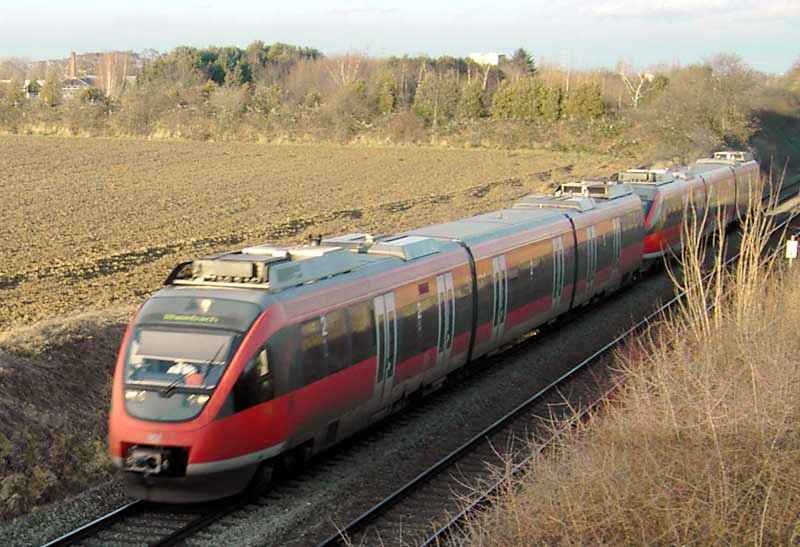
Dízel-elektromos Talent

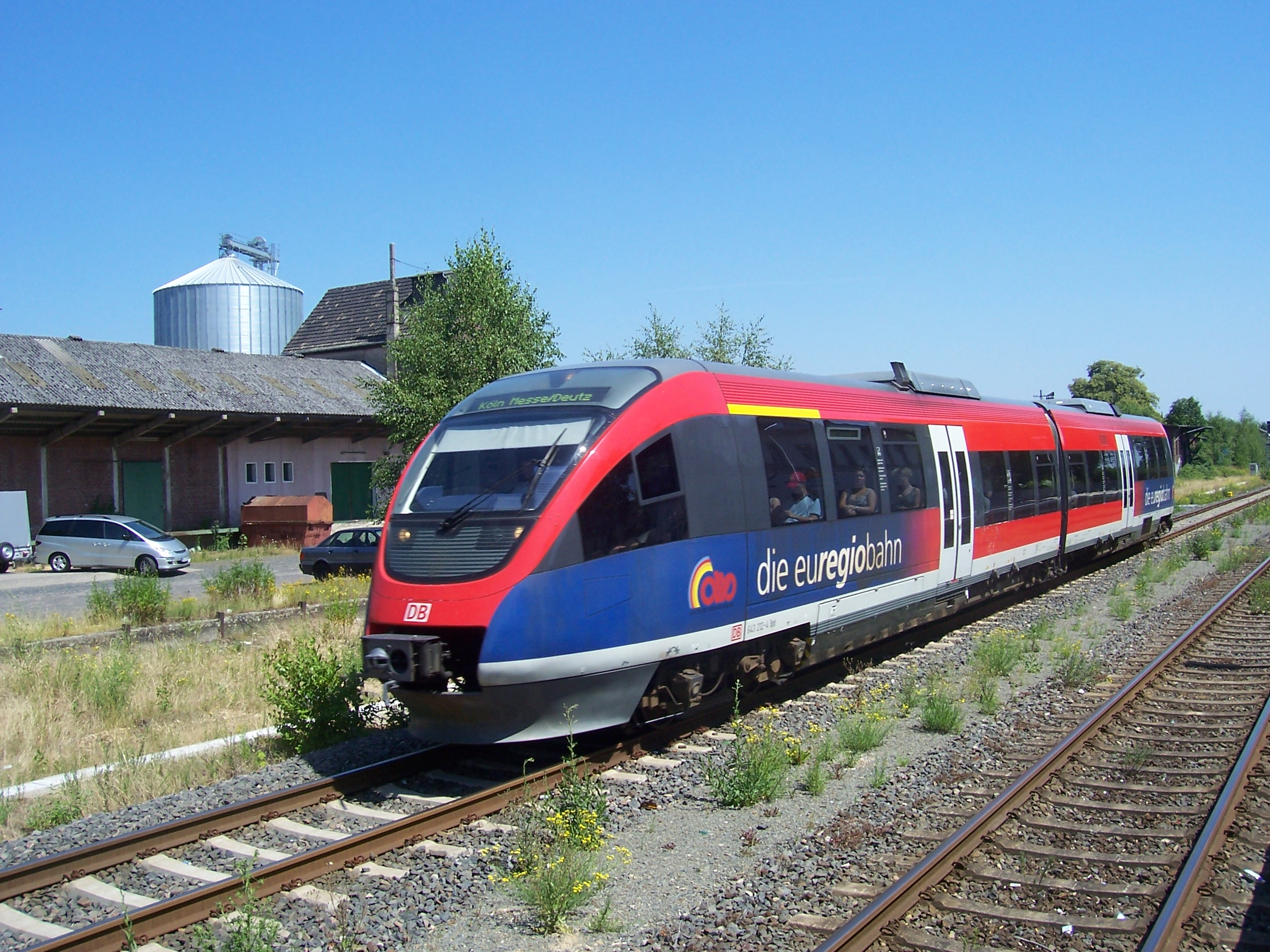
A DB 643.2 sorozatú kétrészes Talentje az Euregiobahnon

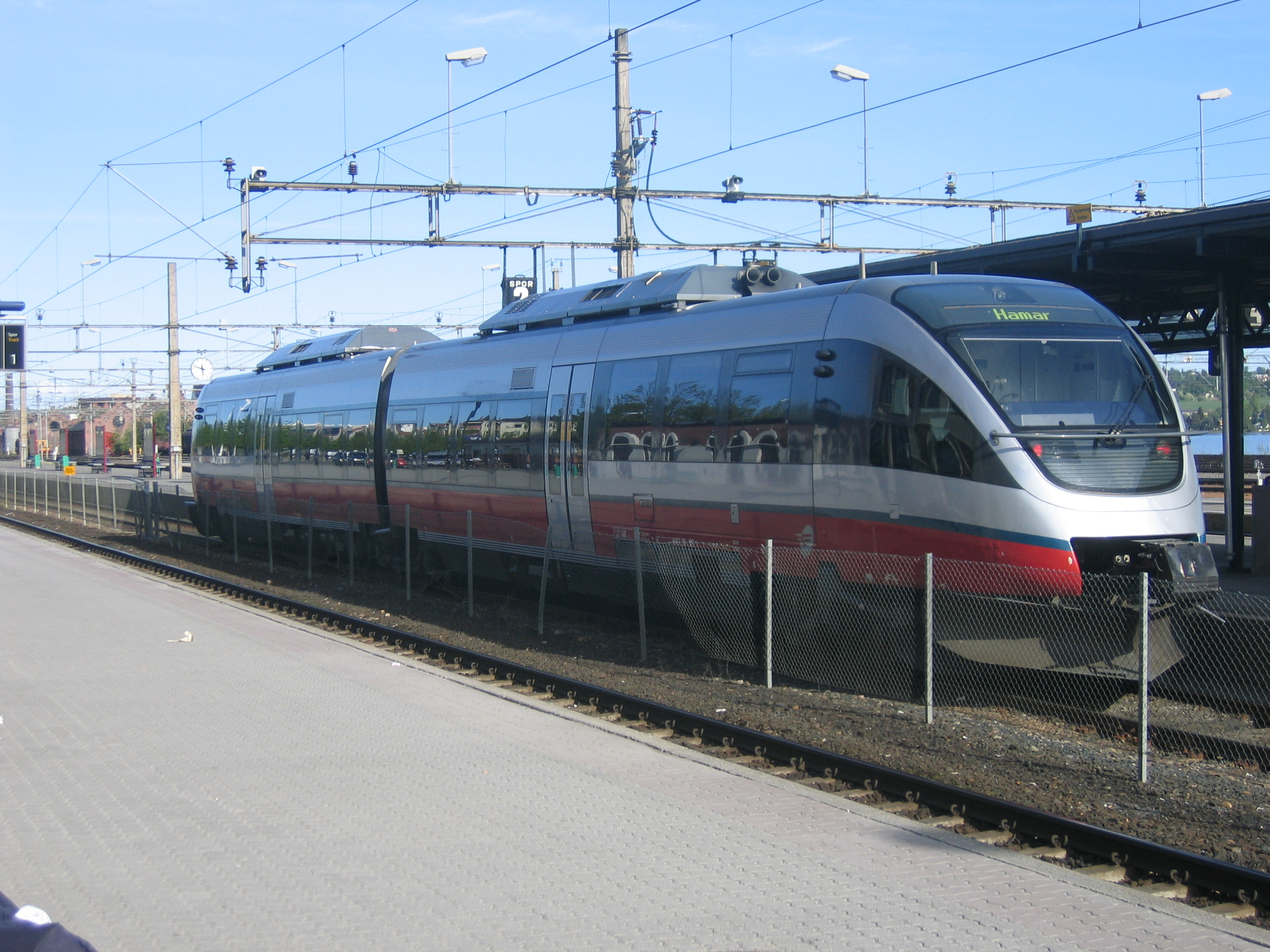
A norvég kétrészes Talent

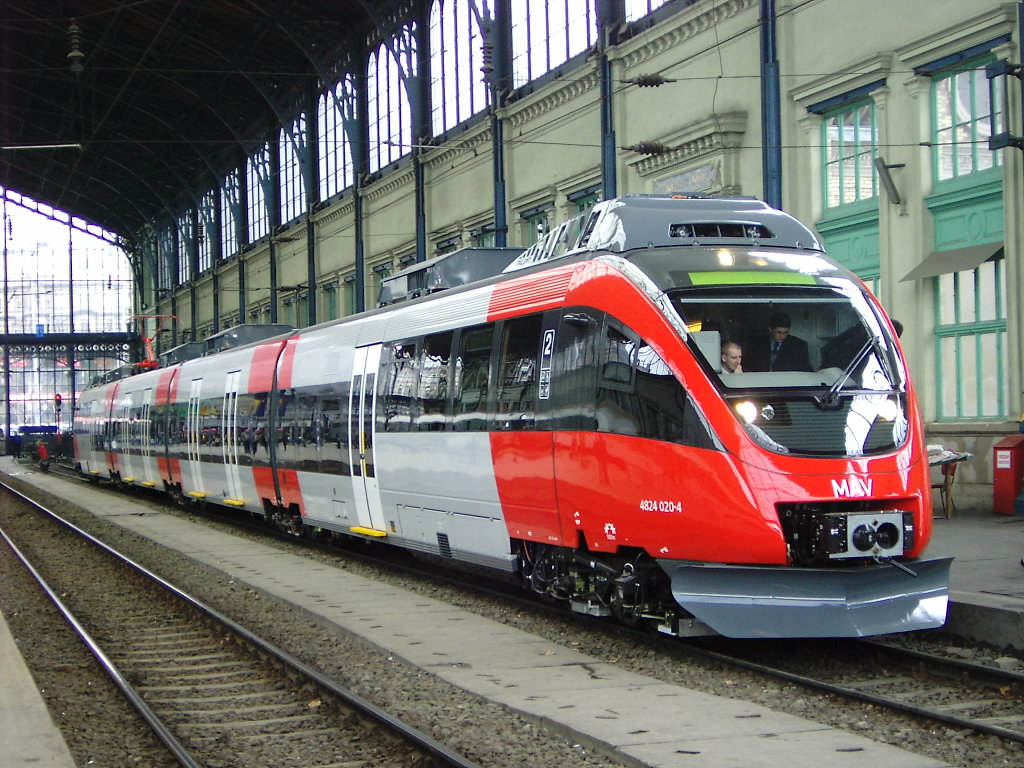
Eredetileg az Osztrák Szövetségi Vasutak részére készített, de a MÁV-hoz került négyrészes, villamos hajtású Talent, még osztrák színekben

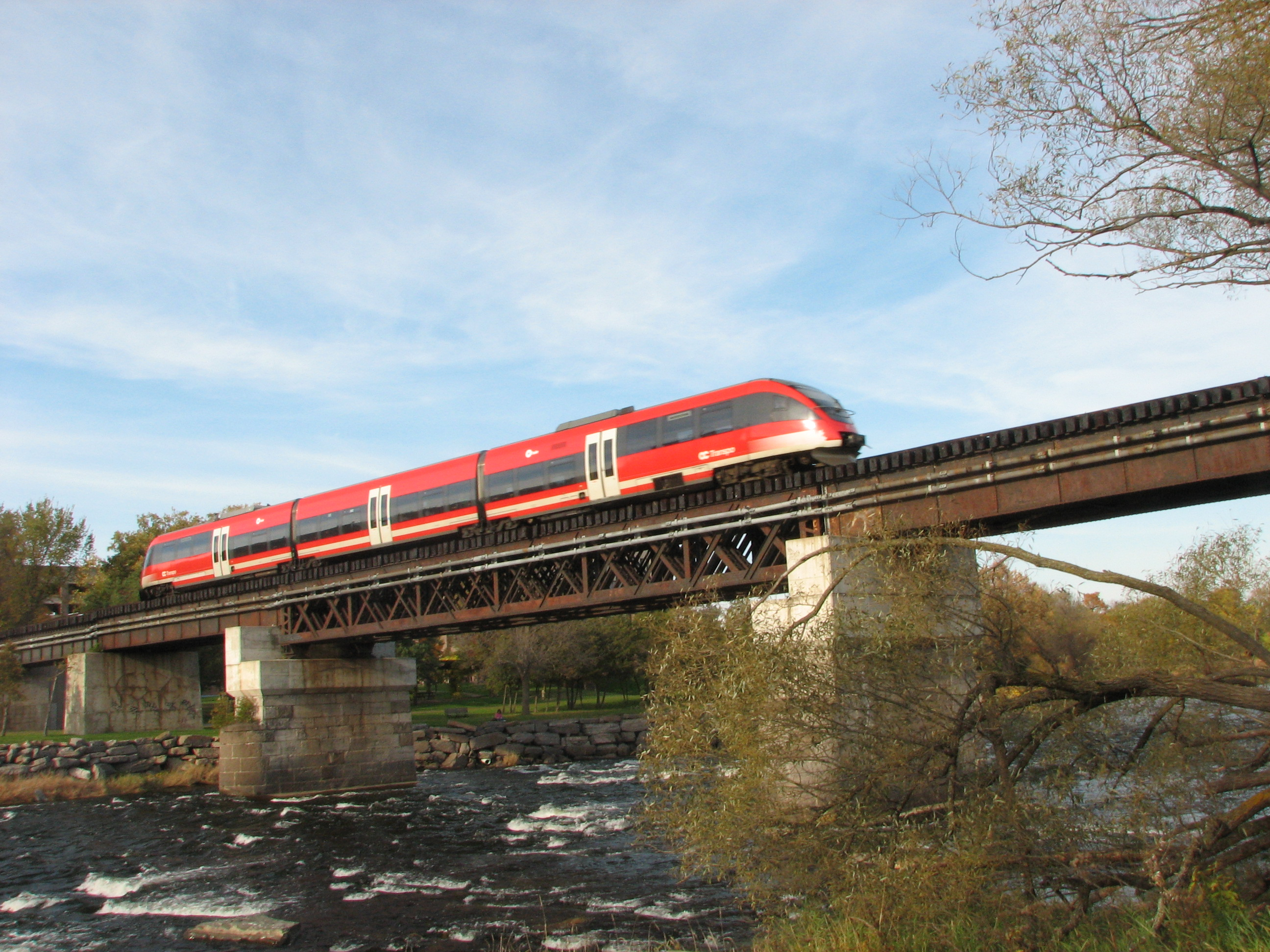
Az O-Train Talentje a Rideau folyó fölött

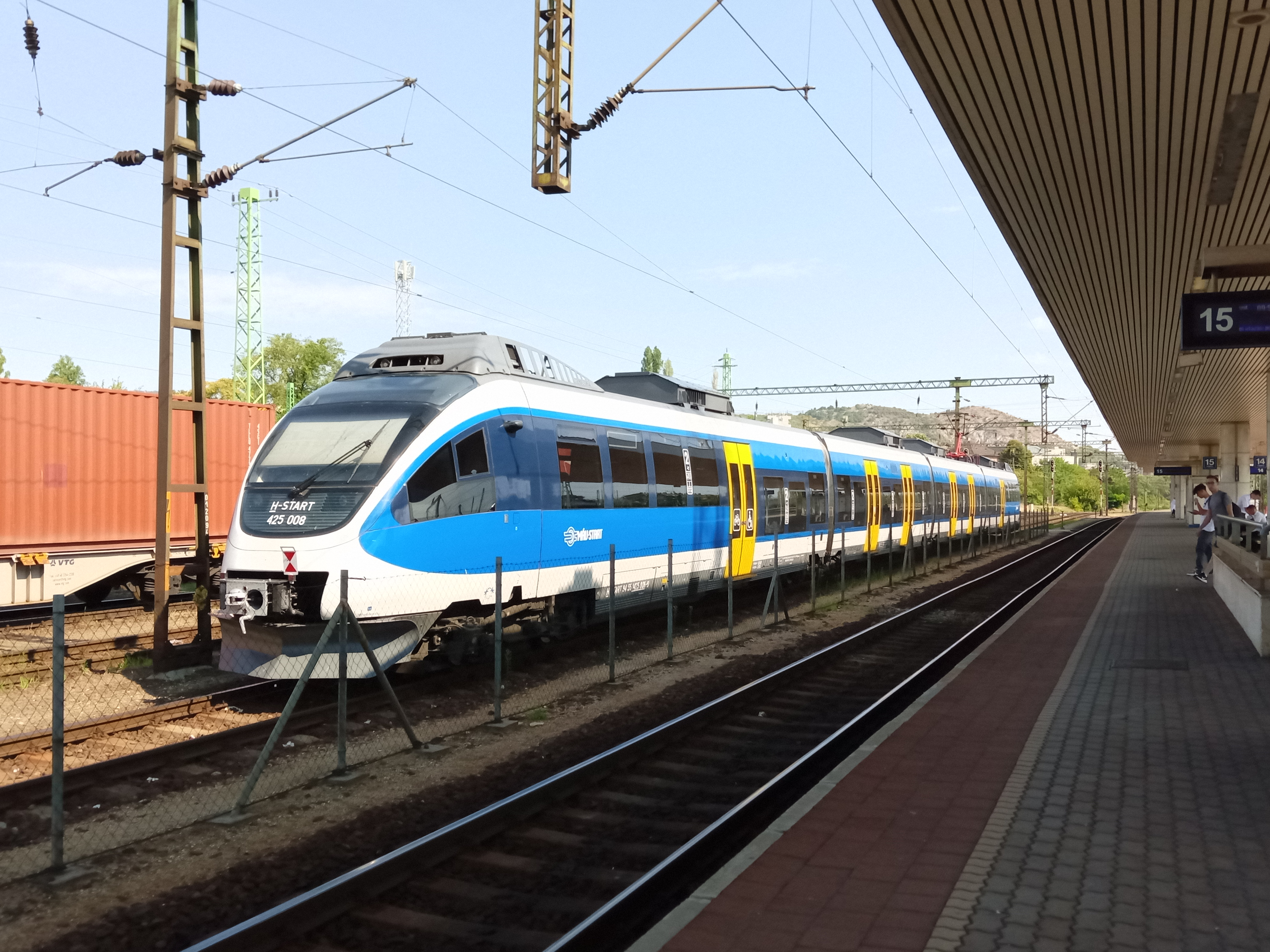
A MÁV egyik Talentje Kelenföldön

A Bombardier Talent a Bombardier Transportation által gyártott többrészes csuklós motorkocsi illetve motorvonat, amelyet még a Waggonfabrik Talbot fejlesztett ki röviddel azelőtt, hogy a céget 1995-ben megvásárolta a Bombardier Transportation. A Talent elnevezés a német Talbot Leichter Nahverkehrs Triebwagen („Talbot elővárosi könnyű motorvonat”) kifejezésből származik, és egyúttal „tehetség”-et is jelent. A formatervező Alexander Neumeister volt.
A Talentnek léteznek alacsony és magas padlós változatai, hajtásrendszerét tekintve gyártják dízel-hidromechanikus, dízel-villamos, dízel-hidraulikus és villamos hajtású kivitelben. Két-, három- és négykocsis felépítésben készítik.

## Felépítése
A Talent motorvonatok 2-4 részes kivitelben, dízel-hidromechanikus, dízel-villamos, valamint 15 kV 16,7 Hz, 25 kV 50 Hz és 1500 V egyenáramú hálózatokra, egy- és több áramrendszerre alkalmas, hagyományos és billenőszekrényes változatban is rendelhetőek. Ezidáig 2-3 részes dízel-hidromechanikus, 3 részes dízel-villamos és 3-4 részes, 15 kV 16,7 Hz, illetve kétfrekvenciás (15 kV 16,7 Hz + 25 kV 50 Hz) kivitelben rendelték meg. Billenőszekrényes Talent eddig csak kétrészes, dízel-hidromechanikus kivitelben készült.
A Talent moduláris felépítésű járműcsalád, mely a napjainkban legáltalánosabbnak tekinthető, a közúti villamosoknál már régóta használt ún. Jacobs-forgóvázas, csuklós elrendezést követi. A gépezet berendezéseket a szélső tagok („kocsik”) padlója alá, továbbá a dízel-villamos és villamos hajtású változatnál emellett még a jármű tetején helyezték el.

### Járműszerkezet
Jellemzői: rozsdamentes acélszerkezetű, 1500 kN nyomó- és 1000 kN húzóerőre méretezett alváz; a rozsdamentes acélvázra ragasztással rögzített szálerősítésű műanyag elemes oldalfal, melyet az alvázhoz szegecseléssel és csavarokkal rögzítenek, valamint a szálerősítésű műanyag szendvicsszerkezetű tető, melyet az oldalfalakhoz ragasztással rögzítenek. Amelyik változatnál nagyfeszültségű berendezések találhatók a tetőn, ott az azok alatti tetőelem acélból van és csavarokkal rögzítik őket az oldalfalakhoz. A szintén szálerősítésű műanyagból készülő orr-részt ragasztással rögzítik a kocsiszekrényhez. A nyitott keretű, acéllemezekből hegesztett dobozszerkezetű forgóvázak a Bombardier FlexCompact családjának tagjai. Gumirugós primer és légrugós szekunder rugózásúak, kiviteltől függően eltérő méretűek, de számos elemük, részletmegoldásuk azonos. A dízel Talent Jacobs-forgóvázai azonosak a NINA villamos motorvonatok hasonló egységeivel. A forgóvázak egyes változataiba beépíthető a Bombardier Cont-Roll-szekrénybillentő rendszere.

### Utastér
Az üléstávolság a megrendelő igénye szerint többféle lehet. Az ülések a német Franz Kiel GmbH & Co. KG termékei, melyeket részben az oldalfalakhoz (Cantilever), részben az ülésdobozokra erősítenek. Az üléstávolság 1650–1750 mm. Az utastér klimatizált, a HLK Heizung Lüftung Klima AG klímaberendezését a tetőn helyezték el. A padlók ún. úszópadlók. Az oldalfalburkolatok nagyméretű műanyagelemek melyeket üveggyapot szigetelés választ el az oldalfalaktól. A keret nélküli ablakok kétrétegű biztonsági üvegezésűek, egy részük fix, más részüknek a teteje billentéssel nyitható. A német Bode GmbH & Co KG gyártotta kétszárnyas, villamos hajtású lengő-toló ajtók 1300 mm szélességre nyílnak ki. A harmonikaátjárókat a kasseli Hübner cég szállította. A zárt rendszerű mosdó-WC fülke kerekesszékkel is igénybe vehető.

### Vezérlés
Valamennyi változat esetében a vezérlés az ELIN EBG Traction ELTAS rendszere szerinti.

### Dízel-hidromechanikus változat
A dízel-hidromechanikus változat esetében a padló alatt elhelyezett hathengeres fekvő elrendezésű dízelmotorok egy-egy, az autóbuszgyártásban, illetve több más könnyű motorvonatban  (Desiro, LINT) is alkalmazott ötfokozatú ZF-sebességváltón keresztül kardános, kúpkerekes hajtással hajtják a szélső forgóvázak tengelyeit.
Két- és háromrészes kivitelben – elsősorban kedvező ára miatt – ez a legnagyobb számban értékesített változat, mind állam- mind magánvasutak keresett típusa. A helyi infrastruktúra jellegzetességeitől (peronmagasság) függően készült alacsony- (590 mm) és középmagas (800 mm) padlószintes (beszállítószintes) változatban.
Különleges változata a Norvég Államvasutak (NSB) részére szállíott, aktív szekrénybillentéssel rendelkező kétrészes (iker-) motorvonat.

### Dízel-villamos változat
A dízel-villamos változatnál a padló alatt elhelyezett 12 hengeres V-elrendezésű dízelmotorok egy-egy  váltakozóáramú szinkrongenerátort hajtanak, melynek energiáját a szélső tagok tetején elhelyezett, IGBT-elemekből álló áramirányító alakít át egy közbenső egyenáramú körön át a vontatómotorok táplálásához szükséges háromfázisú váltakozóárammá. A dízel-generátor főgépcsoportok egy-egy, a vonat hossztengelyében elhelyezett háromfázisú aszinkronmotort táplál, mely az előző változattal azonos módon, kardános, kúpkerekes hajtással hajtja a szélső forgóvázak tengelyeit. A villamos forgógépek szállítója a bécsi ELIN EBG Traction, az áramirányító ugyanezen cég ETRIS S1000 típusa.
Eddigi egyetlen üzemeltetője a Német Vasút (DB), mely ezeket a motorvonatokat Köln-környéki S-Bahn-hálózaton üzemelteti, ahol nagy szerepe van e változat nagy gyorsítóképességének. Az utascsere gyorsítása érdekében ezt a sorozatot több beszállóajtóval látták el.

### Villamos hajtású változat
A villamos motorvonatnál az egyik szélső tag tetején található az áramszedő, valamint a nagyfeszültségű egységek. Ugyanezen tag padlója alatt kerül elhelyezésre az olajhűtésű, ELIN EBG gyártású transzformátor, melynek áramát az ugyanitt található ELIN EBG ETRIS H2000 típusú, IGBT-s impulzus-áramirányító alakítja át. Ez két félből áll, mindegyik hajtott forgóváz vontatómotorjait (2-2 db) külön kör táplálja. A transzformátor és az áramirányító egy közös Power Packet alkot. A vontatómotorok a hajtott forgóvázban a vonat hossztengelyére merőlegesen kerültek beépítésre; minden hajtott tengelyt 1-1 db háromfázisú aszinkron vontatómotor táplál. A vontatómotorok gyártója a drezdai VEM Sachsenwerk GmbH. A másik szélső tag padlója alatt a FAGA cég által kifejlesztett segédüzemi egységet helyezték el, melyet ugyancsak a transzformátor látja el energiával.
Villamos hajtású Talent – a MÁV 10 db-os szériáján kívül – jelenleg kizárólag az Osztrák Szövetségi Vasutak (ÖBB) járműállományában található. Az Osztrák Szövetségi Vasutak három- és négyrészes kivitelben egyáramrendszerű, illetve a négyrészes kivitelt kétfrekvenciás kivitelben üzemelteti. Az Osztrák Szövetségi Vasutak a járművek gyártásában, végszerelésében is részt vesz. A járművek mind elővárosi, mind S-Bahn-forgalomban közlekednek.
Az elővárosi forgalom részeként a kétfrekvenciás változatok Magyarországra is bejárnak, a Bécs–Ebenfurt–Sopron–Sopronkeresztúr, illetve a Bécs–Nezsider–Pomogy–Fertőszentmiklós vonalon.

## Talent a MÁV-nál
A MÁV Zrt. által 30 + 30 db elővárosi motorvonat szállítására és karbantartására indított közbeszerzési eljárásban a Bombardier Transportation cég minimális különbséggel, többszöri jogorvoslati kérelme ellenére alulmaradt. Röviddel ezután egy új gyorsított közbeszerzési eljárás nyomán mégis 10 db négyrészes Talent villamos motorvonat szállítását nyerte el. A MÁV Zrt. részére készült motorvonatok első 4 példánya eredetileg az Osztrák Szövetségi Vasutak részére lett gyártva mint 4124-es sorozat, a további 6 db már újonnan, a MÁV részére készült Aachenben. Készreszerelésük, üzembehelyezésük Dunakeszin történt. 2007 márciusában álltak forgalomba a Budapest–Tatabánya–Oroszlány vonalon. 
A motorvonatok jelenleg az alábbi vonalakon közlekednek:
Győr–Hegyeshalom–Rajka (EuroRegio vonatként)
Győr–Bécs között, valamint Győr-Hegyeshalom-Rajka között, személyvonatként)
Budapest-Tatabánya-Oroszlány (S12-es személyvonatként)
Sorozatszámuk: 425 001–010, sorozatjelük: BVbdpmot–Bp–Bp–BVpmot.

### Karbantartásuk
Eredményesen zárult a Magyar Államvasutak Zrt. 10 darab Bombardier Talent villamos motorvonat karbantartására vonatkozó közbeszerzési eljárása, amelyet még 2010 év végén írt ki a vasúttársaság. A 2011. július 29-én, pénteken zárult közbeszerzést a Stadler Magyarország Vasúti Karbantartó Kft. nyerte, amely a Stadler Rail Csoporton belül a Magyarországon értékesített saját gyártású vonatok karbantartásáért felel. A leányvállalat a 10 darab Bombardier gyártmányú motorvonat preventív karbantartását 2017-ig látja majd el. A vonatok szervizelését a Stadler a szerződés értelmében 2011. október 1-jén kezdi meg. A közbeszerzés eredménye a Stadler számára mérföldkövet jelent, hiszen idegen gyártású vasúti járművek preventív karbantartására a cégcsoport most kapott először megbízást. A Stadler mindent szeretne megtenni annak érdekében, hogy ugyanolyan színvonalon tegyen eleget a megbízásnak, mint a saját gyártású FLIRT-ök esetében.
Azonban a vesztes ajánlattevő sem hagyta ezt annyiban. Ugyanis papírja van a Bombardiernek arról, hogy az ÖBB elégedett a nála futó Talent motorvonatokkal. A Dunakeszi Járműjavítót fenntartó cég szerint komoly kihívást jelent majd a konkurens Stadlernek a MÁV Talentjeinek karbantartása. A Bombardier Talent motorvonatok kiforrott konstrukciójú, magas műszaki színvonalú járművek, amelyekről az osztrák szövetségi vasút (ÖBB) – amely 188 ilyen típusú motorvonatot üzemeltet – a legnagyobb elismerés hangján nyilatkozott – reagált Schwartzné Lovász Beáta, a Bombardier MÁV Kft. ügyvezető igazgatója a lapokban megjelent cikkre, amelyekben a Talent motorvonatok megbízhatóságát kétségbe vonó cikkeket jelentek meg. A kérdéses kijelentést egyébként egy osztrák lap tette közzé korábban. A járművek féktárcsáinak gyors kopása miatt azóta a MÁV pert kezdeményezett.

## Talent 2
A Bombardier Transportation a Talent első generációjának gyártásával felhagy és a Bombardier Talent 2 típus gyártására áll át. Ez a típus hegesztett acél kocsiszekrénnyel, az új ütközésvédelmi szabványoknak megfelelően jelentősen áttervezett orr-résszel és – legalábbis a villamos hajtású változat esetében – a jelenleginél sokkal nagyobb teljesítményű, saját gyártású, MITRAC hajtástechnikával készül majd.
A Talent 2 első megrendelője a DB Regio, mely 321 motorvonatra szóló keretszerződést kötött, melyből az első 42 db már konkrét megrendelés a nürnbergi S-Bahn számára. A négyrészes, 3030 kW teljesítményű, 160 km/h sebességű motorvonatok a 428/438 sorozatszámot kapják. További 13 darab két- és négyrészes, 800 mm padlómagasságú motorvonat a Moselbahn-ra, 6 db két- és négyrészes, 598 mm padlómagasságú változat a Cottbus–Lipcse vonalra kerül majd, 442 sorozatjelzéssel.

## Eddigi üzemeltetők Európában
- Németország[8]
  - Deutsche Bahn – DB Regio divízió
643 001–075[9] (háromrészes, dízel-hidromechanikus)
643 201–226[10] (kétrészes, dízel-hidromechanikus; Euregiobahn Aachen)
644 001–062[11] (háromrészes, dízel-villamos)
  - Ostmecklenburgische Eisenbahn (OME) (jelenleg Ostseeland Verkehrs GmbH. OLA)
VT 0001–0013 (háromrészes, dízel-hidromechanikus, 590 mm-es padlómagasság)
  - Regiobahn GmbH.
VT 1001–1012 (kétrészes, dízel-hidromechanikus, 1000 mm-es padlómagasság)
  - Eurobahn Niedersachsen (Rhenus Keolis GmbH & Co. KG)
VT 2.01–08 (háromrészes, dízel-hidromechanikus, 590 mm-es padlómagasság; 1 db lízingelve az Angel Trainstől)
  - Prignitzer Eisenbahn GmbH (PEG, PE Arriva)
VT 643.01–02 (kétrészes, dízel-hidromechanikus)
VT 643.07 (kétrészes, dízel-hidromechanikus; a Talent prototípus járműve)
VT 643.03–06, VT 643.08–19 (háromrészes, dízel-hidromechanikus, 590 mm-es és 800 mm-es padlómagasság, részben lízingelve az Angel Trainstől)
  - Dortmund-Märkische Eisenbahn GmbH. (DME)
VT 01.101–104 (háromrészes, dízel-hidromechanikus, 590 mm-es padlómagasság; átkerültek az OME-hez és az Eurobahnhoz)
  - Nord-West-Bahn (NWB, Veolia Verkehr, ex. Connex)
VT 701–722, VT 724, VT 726–727, VT 739-747 (háromrészes, dízel-hidromechanikus, részben lízingelve az Angel Trainstől)
VT 771–774 (kétrészes, dízel-hidromechanikus)
VT 643.21 (háromrészes, dízel-hidromechanikus, bérelve az Angel Trainstől)
VT 0011, VT 0013 (háromrészes, dízel-hidromechanikus, bérelve az OLA-tól)
  - Bayerische Oberlandbahn GmbH. (BOB)
VT 643.19, VT 723, VT 725 (háromrészes, dízel-hidromechanikus)
  - Nord-Ostsee-Bahn (NOB)
VT 720, VT 728–730 (háromrészes, dízel-hidromechanikus)
  - Niederbarnimer Eisenbahn AG (NEB)
VT 731–738, VT 643.20 (háromrészes, dízel-hidromechanikus, 1 db bérelve az Angel Trainstől)
  - Angel Trains
11 db (háromrészes, dízel-hidromechanikus; lízingelve az OME, a PEG, az NWB, az Eurobahn, a BOB és korábban a DME részére)
- Norvégia
  - NSB Norges Statsbaner
BM 93 01–15 (kétrészes dízel-mechanikus billenőszekrényes)
- Ausztria
  - Osztrák Szövetségi Vasutak
4023 001–011 (háromrészes, villamos 15 kV 16,7 Hz)
4024 001–152 (négyrészes, villamos 15 kV 16,7 Hz)
4124 001–025 (négyrészes, 15 kV 16,7 Hz + 25 kV 50 Hz)
- Magyarország
  - MÁV-START
425 001–010[12] (négyrészes, 15 kV 16,7 Hz + 25 kV 50 Hz)
- Szlovákia
  - RegioJet
643 sorozat (9 db háromrészes, dízel-hidromechanikus)

## Eddigi üzemeltetők Észak-Amerikában
- Kanada
  - Ottawa OC Transpo O-Train
3 db (háromrészes, dízel-hidromechanikus)

## Az egyes változatok főbb műszaki adatai
| Műszaki adatok                | Műszaki adatok                                                                                                 | Műszaki adatok                                                                                                  | Műszaki adatok                                                                                                  | Műszaki adatok                                                                                                  | Műszaki adatok                                                                                     | Műszaki adatok                                                                         | Műszaki adatok |
|                               | Prototípus 2-r dízel- hidromechanikus                                                                          | 2-r dízel- hidromechanikus                                                                                      | 2-r dízel- hidromechanikus billenőszekrényes                                                                    | 3-r dízel- hidromechanikus                                                                                      | 3-r dízel-villamos                                                                                 | 3-r villamos                                                                           | 4-r villamos |
| ----------------------------- | --- | --- | --- | --- | -------------------------------------------------------------------------------------------------- | -------------------------------------------------------------------------------------- | --- |
| Sorozat                       | PEG 643.07 | DB 643.2 | NSB BM 93 | DB 643 | DB 644                                                                                             | ÖBB 4023                                                                               | ÖBB 4024 ÖBB 4124 MÁV 5342                                                                                           |
| Gyártási év                   | 1996 | 1996–2005 | 2000–2001 | 1998–2004 | 1998–2000                                                                                          | 2003                                                                                   | 2004–2009 |
| Tengelyelrendezés             | 1A'2'A1' | B'2'B' | B'2'B' | B'2'2'B' | B'2'2'B'                                                                                           | Bo'2'2'Bo'                                                                             | Bo'2'2'2'Bo' |
| Szolgálati tömeg              | 41 t | 57 t | 70 t | 74 t | 84,3 t                                                                                             | 94,1 t                                                                                 | 114,5 t 116,4 |
| Legnagyobb tengelyterhelés    | | 15 t | 17,5 t | 15 t | ..                                                                                                 | 17 t                                                                                   | 17 t |
| Hossz                         | 30 710 mm | 34 610 mm | 38 210 mm | 49 360 mm | 52 160 mm                                                                                          | 52 120 mm                                                                              | 66 870 mm |
| Forgócsaptávolság             | 10 875 mm | 13 465 mm | 15 265 mm | 13 465 / 14 750 mm                                                                                              | 14 865 / 14 750 mm                                                                                 | 14 815 / 14 750 mm                                                                     | 14 815 / 14 750 mm                                                                                                   |
| Tengelytáv a forgóvázon belül | 2100 / 2840 mm                                                                                                 | 1900 / 2700 mm                                                                                                  | 1900 / 2800 mm                                                                                                  | 1900 / 2700 mm                                                                                                  | 1900 / 2700 mm                                                                                     | 2300 / 2800 mm                                                                         | 2300 / 2800 mm |
| Szélesség                     | 2925 mm | 2925 mm | 2925 mm | 2925 mm | 2925 mm                                                                                            | 2925 mm                                                                                | 2925 mm |
| Magasság                      | 3600 mm | 3855 mm | | 3855 mm | 4045 mm                                                                                            | 4230 mm                                                                                | 4230 mm |
| Padlómagasság                 | 800 / 1130 mm                                                                                                  | 800 / 1190 mm                                                                                                   | 920 / 1270 mm                                                                                                   | 800 / 1190 mm                                                                                                   | 800 / 1190 mm                                                                                      | 590 / 1190 mm                                                                          | 590 / 1190 mm |
| Alacsony padlós rész (%)      | 65 | 52 | | 74,67 | 75                                                                                                 |                                                                                        | |
| Ülőhelyek száma               | 0+64 (+16) | 0+78 (+18) | 94 | 16+112 (+29) | 16+104 (+41)                                                                                       | 126 (+25)                                                                              | 174 (+25) |
| Állóhelyek száma (4 fő/m²)    | 121 | 110 | | 150 | 150                                                                                                | 160                                                                                    | 252 |
| Legnagyobb sebesség           | 140 km/h | 120 km/h | 160 km/h | 120 km/h | 120 km/h                                                                                           | 140 km/h                                                                               | 140 km/h |
| Tartós teljesítmény           | – | – | – | – | –                                                                                                  | 1440 kW                                                                                | 1440 kW |
| Legnagyobb teljesítmény       | – | – | – | – | –                                                                                                  | 1440 kW                                                                                | 1523 kW |
| Dízelmotor teljesítmény       | 2 × 228 kW | 2 × 315 kW | 2 × 298 kW | 2 × 315 kW | 2 × 505 kW                                                                                         | –                                                                                      | – |
| Vontató teljesítmény          | | | | | 2 × 300 kW                                                                                         | –                                                                                      | – |
| Indító vonóerő                | | | | | | 104 kN                                                                                 | 110/122 kN |
| Indító gyorsulás              | | 0,88 m/s² | 0,85 m/² | 0,83 m/s² | 1,0 m/s²                                                                                           | 0,95 m/s²                                                                              | 0,77 m/s² |
| Lassulás                      | | | | 1,1 m/s² | 1,2 m/s²                                                                                           | 1,3 / 1,0 m/s²                                                                         | 1,3 / 1,0 m/s² |
| Motortípus                    | MAN DH2865 LU3                                                                                                 | MTU 6R 183 TD13H                                                                                                | Cummins N14 E R                                                                                                 | MTU 6R 183 TD13H                                                                                                | MTU 12V 183 TD 13                                                                                  | –                                                                                      | – |
| Motor szerkezete              | Euro2-es öthengeres fekvő hengerelrendezésű dízelmotor kipufogógázos turbófeltöltéssel és töltőlevegő-hűtéssel | Euro2-es hathengeres fekvő hengerelrendezésű dízelmotor kipufogógázos turbófeltöltéssel és töltőlevegő-hűtéssel | Euro2-es hathengeres fekvő hengerelrendezésű dízelmotor kipufogógázos turbófeltöltéssel és töltőlevegő-hűtéssel | Euro2-es hathengeres fekvő hengerelrendezésű dízelmotor kipufogógázos turbófeltöltéssel és töltőlevegő-hűtéssel | Euro2-es 12 V hengerelrendezésű dízelmotor kipufogógázos turbófeltöltéssel és töltőlevegő-hűtéssel | –                                                                                      | – |
| Névleges fordulatszám         | 2000 min−1 | 1800 min−1 | 1900 min−1 | 1800 min−1 | 1800 min−1                                                                                         | –                                                                                      | – |
| Erőátvitel                    | ZF Ecomat 5HP 600 típ. ötfokozatú automatikus hajtómű integrált nyomatékváltóval és retarderrel                | ZF Ecomat 5HP 600 típ. ötfokozatú automatikus hajtómű integrált nyomatékváltóval és retarderrel                 | ZF Ecomat 5HP 600 típ. ötfokozatú automatikus hajtómű integrált nyomatékváltóval és retarderrel                 | ZF Ecomat 5HP 600 típ. ötfokozatú automatikus hajtómű integrált nyomatékváltóval és retarderrel                 | váltakozóáramú villamos                                                                            | váltakozóáramú villamos                                                                | váltakozóáramú villamos                                                                                              |
| Üzemanyagkészlet              | 2 × 500 l | 2 × 750 l | | 2 × 750 l | 2 × 750 l                                                                                          | –                                                                                      | – |
| Áramnem                       | – | – | – | – | –                                                                                                  | –                                                                                      | 15 kV 16,7 Hz 25 kV 50 Hz AC (3 kV DC) 15 kV 16,7 Hz + 25 kV 50 Hz (15 kV 16,7 Hz + 3 kV DC) (25 kV 50 Hz + 3 kV DC) |
| Vontatómotorok száma          | – | – | – | – | 2                                                                                                  | 4                                                                                      | 4 |
| Tengelyhajtás                 | kardános, kúpkerekes                                                                                           | kardános, kúpkerekes                                                                                            | kardános, kúpkerekes                                                                                            | kardános, kúpkerekes                                                                                            | kardános, kúpkerekes                                                                               | a forgóvázban keresztirányban elhelyezett vontatómotorok, félig rugózott tengelyhajtás | a forgóvázban keresztirányban elhelyezett vontatómotorok, félig rugózott tengelyhajtás                               |
| Dinamikus fék típusa          | hidrodinamikus retarder                                                                                        | hidrodinamikus retarder                                                                                         | hidrodinamikus retarder                                                                                         | hidrodinamikus retarder                                                                                         | elektrodinamikus                                                                                   | visszatáplálásos, elektrodinamikus                                                     | visszatáplálásos, elektrodinamikus                                                                                   |